# Desert Punk
Sunabōzu (砂ぼうず?) è un manga scritto e illustrato da Usune Masatoshi. È pubblicato dal 1997 sulla rivista Comic Beam dalla Enterbrain.
Dal manga è stato ricavato un omonimo anime di 24 episodi, prodotto dalla Gonzo e sotto la direzione di Takayuki Inagaki, i disegni sono di Takahiro Yoshimatsu e la musica composta da Kōhei Tanaka. L'opera è stata trasmessa in italiano su Sky Italia con il titolo Desert Punk - Il demone del deserto.

## Trama
In seguito ad una catastrofe nucleare, il pianeta Terra è stato trasformato in un grande deserto caldo. In Giappone, come in tutti i paesi del mondo, i sopravvissuti cercano di arrangiarsi come possono per sopravvivere. Un mercenario di nome Kanta Mizuno (水野 灌太?, Mizuno Kanta), meglio conosciuto come "Il Demone del Deserto" per la sua incredibile bravura nel portare a termine i suoi incarichi, cerca di guadagnarsi da vivere svolgendo il suo lavoro, ma inevitabilmente finirà per indebitarsi sempre di più, anche a causa del suo debole per le donne. Durante le sue avventure incontrerà nuovi amici e dovrà affrontare tanti nemici.

## Personaggi

### Protagonisti

Kanta Mizuno, il Demone del Deserto

Il Demone del Deserto (砂ぼうず?, Sunabozu, let. "Ragazzo della sabbia")
Il vero nome del Demone del Deserto è Kanta Mizuno (水野 灌太?, Mizuno Kanta). È un avido professionista, membro dell'Associazione Mercenari, non riesce a trattenersi alla vista di un grande seno e a manifestare esplicitamente i suoi desideri sessuali. Nonostante Mizuno abbia la fama del miglior mercenario del deserto del Kanto, non rinuncia a nessun incarico, neanche quelli più pericolosi. È disposto a tutto pur di completare le sue missioni, persino ad usare metodi poco onorevoli. Da ciò nasce la sua quasi leggendaria reputazione di mercenario numero uno, dovunque lui vada viene riconosciuto come il migliore. Ha 17 anni ed è abile con ogni tipo di arma e dispone di numerosi accessori che sa sfruttare a suo vantaggio, inoltre è un tipo molto scaltro e calcolatore.
Il Demone del Deserto incontra Taiko, la sua apprendista di 14 anni, per la prima volta nell'episodio 4. Inizialmente Taiko era l'apprendista del cecchino che voleva cercare di diventare famoso. Ma questi viene sconfitto dal Demone del Deserto, il quale lo lascia legato seminudo nel bel mezzo del deserto.
Così Taiko decide di diventare apprendista del Demone del Deserto, ma questi la respinge. La ragazzina riuscirà a convincerlo nell'episodio sette, dapprima salvando Kanta da morte certa, poi mostrandogli la foto di una donna attraente (e dal grande seno) che dice essere sua madre, promettendogli che quando crescerà sarà disposta a soddisfare ogni suo desiderio.
L'arma preferita del Demone del Deserto è un Winchester Model 1897, un fucile lasciatogli come ricordo dal padre, modificato in modo da poter caricare due colpi in più. Kanta inoltre si serve di congegni utili per ingannare i nemici e farli cadere in trappola. Sulle spalle, sotto la testa, ha installato un verricello in grado di far raggiungere al Demone del Deserto luoghi alti e di farlo dondolare da una parte all'altra in stile Uomo Ragno. Quando i nemici non notano la corda del verricello credono che il mercenario stia volando. Kanta inoltre porta con sé alcuni palloni civetta gonfiabili che gli somigliano, utili come esca; è un esperto di esplosivi, nel suo zaino ne nasconde molti, cosicché qualora dovesse venirgli rubato, può far saltare per aria (questo trucco lo ha usato contro Taiko e il cecchino nell'episodio 4).
Taiko (小砂?, let. "Ghiaia")
Vero nome: Taiko Koizumi (小泉 太湖?, Koizumi Taiko). detta anche Kosuna, è l'ex apprendista di un cecchino che voleva uccidere il Demone del Deserto. Il suo obiettivo è diventare la "mercenaria più forte e più bella del deserto del Kanto". Dopo che il suo ex maestro è stato sconfitto da Kanta, Taiko lo segue implorandolo di prenderla come apprendista. Kanta all'inizio rifiuta, ma alla fine accetta, dopo che la ragazzina gli mostra la foto di una donna attraente (e dal seno grande) promettendogli che una volta cresciuta diventerà come lei e soddisferà ogni suo desiderio. Kanta, pur essendosi reso conto che la ragazzina non gli sarà di molto aiuto, decide di così di prenderla con lo scopo di aspettare che cresca.
Taiko è giovane e piatta di seno, e odia le ragazze come Junko che usano il proprio fascino e il proprio seno per manipolare il suo maestro; infatti cerca in più occasioni di ucciderla. All'inizio non sembra in grado di portare a termine da sola alcun incarico, ma con il tempo migliora e diventa un'assistente abile e affidabile. È molto leale e in genere obbedisce agli ordini senza discutere.
Nel corso della serie, Taiko diventa una mercenaria esperta, capace di gestire ogni incarico. Dimostra di avere talento come cecchino, e volte riesce a colpire dei bersagli che Kanta non riesce a colpire, aiutata sia dalla fortuna che dall'addestramento ricevuto dal suo maestro precedente; riesce inoltre a maneggiare anche armi per lei poco familiari o pesanti. Quando nell'episodio 20 Kanta viene apparentemente ucciso, lei decide di prendere il suo posto come nuovo Demone del Deserto, infatti è Taiko la protagonista negli ultimi quattro episodi.

### I Fratelli Kawaguchi
Amici di infanzia del Demone del Deserto, da piccoli andavano insieme a rubare le caramelle da un venditore ambulante. Tuttavia, quando c'è bisogno del loro aiuto, si dimostrano determinati. Un po' sbruffoni, non perdono occasione per deridere il Demone del Deserto, anche se nutrono in lui grande rispetto. Spesso si trovano davanti alla scelta di ucciderlo o salvargli la vita.
I loro nomi derivano dalle stagioni: rispettivamente: inverno, autunno e primavera. Il nome della loro sorella invece deriva dall'estate.
Fuyuo Kawaguchi (川口 冬夫?, Kawaguchi Fuyuo)
Fuyuo è il più grande dei tre, in genere è lui che dà gli ordini. Insieme ai fratelli Akio e Haruo, forma i Fratelli Kawaguchi, essi sono molto protettivi nei confronti della sorella Natsuko. L'arma di Fuyuo è un mitragliatore Browning M2 calibro 50.
Akio Kawaguchi (川口 秋夫?, Kawaguchi Akio)
Akio è il secondo dei fratelli Kawaguchi, e anche il più presuontuoso. La sua arma è un FN Minimi.
Haruo Kawaguchi (川口 春夫?, Kawaguchi Haruo)
il più giovane dei tre, da piccolo piangeva spesso e ne porta ancora i segni. È armato di una mitragliatrice M60.

### Altri
Junko Asagiri (朝霧 純子?, Asagiri Junko)
Rivale del Demone del Deserto con un seno enorme. Riesce ad ingannare Kanta con le sue provocazioni erotiche fin dalla prima volta che lo incontra, lo usa infatti per impossessarsi della chiave del leader della banda Kawazu: Mokoto. Junko diventa l'oggetto dei sogni erotici di Kanta, lei approfittandosi ogni volta di ciò lo manipola a suo piacimento. Verso la fine della serie lei e Kanta si ritrovano sotto la stessa bandiera dalla parte delle forze governative e combatte contro Taiko e i Mercenari Sotto Copertura per stroncare la loro ribellione.
Ragno Cacciatore (雨蜘蛛 ?, Amagumo)
Rivale anch'egli del Demone del Deserto, altrettanto abile nel combattimento. È conosciuto come il collezionatore di anime, per il fatto che oltre a prendersi con la forza i soldi dalla gente indebitata si impadronisce della loro anima. Anche se si è creato la sua reputazione usando modi crudeli, quando capisce di essere in svantaggio non esita a fuggire. A volte sembra che voglia abbandonare i suoi amici durante la ribellione, ma all'improvviso riappare offrendo aiuti preziosi.
Natsuko Kawaguchi (川口 夏子?, Kawaguchi Natsuko)
Sorella dei fratelli Kawaguchi. Natsuko era amica di infanzia di Kanta e come quest'ultimo dice: una piagnucolona. Dopo aver abbandonato il Governo dell'Oasi, aveva fatto perdere le sue tracce. Quando viene ritrovata dai fratelli e da Kanta si presenta loro come capitano dei Mercenari Sotto Copertura. È esperta nel combattimento corpo a corpo, ed è l'idolo di Taiko.

## Media

### Manga
Il manga racconta la storia in maniera più realistica ed estesa, presentandando inoltre meno riferimenti sessuali; l'anime, specie nella prima parte, ha dato un tono più allegro alle avventure del Demone del Deserto. Nella serie animata alcuni capitoli sono stati esclusi, tagliando cinque archi narrativi e lasciando omessi i capitoli da 43 a 86.

### Anime
Durante la prima metà dell'anime la serie ha un tono allegro e viene introdotta la vita di Kanta nel deserto attraverso le sue avventure umoristiche. Nella seconda metà la storia assume un tono più serio: il Demone del Deserto si ritrova coinvolto in una ribellione contro il Governo dell'Oasi che sconvolgerà tutto "Il Grande Deserto del Kanto". Questo cambiamento di tono si può notare anche nel cambiamento delle sigle iniziale e finale dell'anime. Dall'episodio 19 l'anime si separa definitivamente dal manga, portando ad una conclusione differente, volutamente aperta.

#### Doppiaggio
| Personaggi                 | Voce Originale  | Voce Italiana       |
| -------------------------- | --------------- | ------------------- |
| Kanta "Desert Punk" Mizuno | Chihiro Suzuki  | Stefano Crescentini |
| Junko Asagiri              | Tomoko Kotani   | Laura Lenghi        |
| Kosuna                     | Chiwa Saitō     | Letizia Ciampa      |
| Amagumo                    | Norio Wakamoto  | Roberto Draghetti   |
| Fuyuo Kawaguchi            | Jiro Saito      | Roberto Stocchi     |
| Haruo Kawaguchi            | Wotoya Kawano   | Pierluigi Astore    |
| Akio Kawaguchi             | Yasuhiro Takato | Francesco Meoni     |
| Natsuko Kawaguchi          | Yūko Minaguchi  | Federica De Bortoli |
| Tamehiko Kawano            | Yōichi Masukawa | Massimo Milazzo     |
| Voce Narrante              | Tamio Ohki      | Michele Kalamera    |

#### Episodi
| Nº | Titolo italiano Giapponese 「Kanji」 - Rōmaji | In onda          | In onda |
| Nº | Titolo italiano Giapponese 「Kanji」 - Rōmaji | Giapponese       |         |
| 1  | Il Demone e le tette grosse 「妖怪と、ボイン」 - yōkai to, boin | 4 ottobre 2004   |         |
| 1  | Viene presentato il Demone del Deserto (Sunabōzu), il quale ingannato da Junko, dapprima sconfigge la banda Kawazu e infine viene derubato della ricompensa dalla ragazza. |                  |         |
| 2  | Sasso, carta, forbici 「砂と、雨」 - suna to, ame | 11 ottobre 2004  |         |
| 2  | Il Demone del Deserto e Il Ragno Cacciatore (Amagumo) vengono ingaggiati dalla stessa compagnia per riscuotere il debito di un uomo anziano e di sua figlia. Dopo essersi resi conto che il vecchio vive in totale miseria e quindi gli è impossibile pagare il debito, il Ragno Cacciatore cerca di rapire la ragazza. Kanta glielo impedisce e così i due mercenari si sfidano a duello. |                  |         |
| 3  | Le mitragliatrici ed il carro armato 「戦車と、マシンガン」 - sensha to, mashingan | 18 ottobre 2004  |         |
| 3  | Junko convince il Demone del Deserto e i fratelli Kawaguchi ad aiutarla a distruggere un potente carro armato chiamato Fire Dragon Kong. |                  |         |
| 4  | Un asso nella sabbia 「狙撃と、足音」 - sogeki to, ashioto | 25 ottobre 2004  |         |
| 4  | Un cecchino, aiutato dalla sua apprendista Taiko, cerca di uccidere Kanta, sperando così di diventare famoso come "colui che ha ucciso il leggendario Demone del Deserto", ma viene sconfitto dall'astuzia di quest'ultimo. Taiko alla fine implora Kanta di diventare il suo nuovo maestro, ma questi si rifiuta. |                  |         |
| 5  | Il principe dell'acqua 「井戸と、罠」 - ido to, wana | 1º novembre 2004 |         |
| 5  | Un villaggio, nel quale sono in corso degli scavi per la costruzione di un pozzo che si pensa fornirà acqua in abbondanza una volta ultimato, sta per subire l'attacco di alcuni banditi ben armati che vogliono impadronirsene. Il capo del villaggio ingaggia Kanta con l'incarico di difendere il luogo, ma il mercenario sembra più interessato a mangiare e a bere fino ad esaurire le scorte del villaggio, così da scoraggiarne gli abitanti. |                  |         |
| 6  | Lussuria vagante 「ロケットと、放浪」 - roketto to, hōrō | 8 novembre 2004  |         |
| 6  | Il Demone del Deserto riesce a sconfiggere i banditi, ma perde i sensi e si risveglia nel bel mezzo del deserto insieme alla spia dei banditi. Decide di far ritorno al villaggio per riscuotere il pagamento ma una volta esaurite le poche scorte di cibo e di acqua perde di nuovo i sensi e viene fortunatamente salvato dai fratelli Kawaguchi. |                  |         |
| 7  | L'età prima della bellezza 「師匠と、弟子」 - shishō to, deshi | 15 novembre 2004 |         |
| 7  | Taiko, conosciuta anche come Kosuna, convince il Demone del Deserto a prenderla come apprendista. |                  |         |
| 8  | Il Demone del Deserto - Un cane in calore 「犬女と、岩」 - inu onna to, iwa | 22 novembre 2004 |         |
| 8  | Il Demone del Deserto risolve a modo suo il mistero della maledizione della donna-cane. |                  |         |
| 9  | Tutto ciò che luccica 「人生と、ゲーム」 - jinsei to, gemu | 29 novembre 2004 |         |
| 9  | Junko convinvce Kanta e Taiko a lavorare per un eccentrico milionario di nome Kaizuka, il quale è alla ricerca di un tesoro perduto. Quando lo trovano vengono attaccati da un robot guardiano. |                  |         |
| 10 | Un po' di saggezza 「番人と、宝探し人」 - bannin to, takara sagashi nin | 6 dicembre 2004  |         |
| 10 | Riprende dalla fine dell'episodio precedente, Junko tradisce il Demone del Deserto e Kaizuka sperando di poter fuggire con il tesoro. Kanta scopre che il tesoro che l'uomo cercava era in realtà il guardiano robot, e Taiko riesce a fermare Junko prima che scappi. |                  |         |
| 11 | Posizioni comprommettenti 「罪と、罰」 - tsumi to, batsu | 13 dicembre 2004 |         |
| 11 | Il Demone del Deserto cerca di convincere Junko a diventare sua moglie e donargli un bambino. |                  |         |
| 12 | Un cambio di cuore 「少女と、救出」 - shōjo to, kyūshutsu | 20 dicembre 2004 |         |
| 12 | Kanta e Taiko salvano la figlia rapita di un funzionario del governo. |                  |         |
| 13 | Gli opposti si toccano 「理想と、現実」 - risō to, genjitsu | 10 gennaio 2005  |         |
| 13 | Il Demone del Deserto conosce Stryker, un giovane idealista esperto di arti marziali. |                  |         |
| 14 | Kosuna completamente automatica 「小砂と、フルオート」 - shō suna to, furuoto | 17 gennaio 2005  |         |
| 14 | Taiko ottiene una nuova arma che la rende più forte. |                  |         |
| 15 | La ragazza della porta accanto 「兄弟と、幼なじみ」 - kyōdai to, yō najimi | 24 gennaio 2005  |         |
| 15 | Il Demone del Deserto, Taiko e i fratelli Kawaguchi vengono incaricati di proteggere un veicolo carico di scorie biologiche, la missione però si rivela più difficile del previsto. |                  |         |
| 16 | Un carico di... 「カレーと、ライス」 - kare to, raisu | 31 gennaio 2005  |         |
| 16 | Riprende dalla fine dell'episodio precedente, il Ragno Cacciatore e la sua squadra hanno attaccato e conquistato il veicolo, facendo prigionieri tutti. Il Demone del Deserto deve salvarli. |                  |         |
| 17 | Pervertito in caccia 「純子と、追跡者」 - junko to, tsuiseki mono | 7 febbraio 2005  |         |
| 17 | Junko è inseguita da Tech, un ex spia di un'organizzazione segreta, che vuole costringerla a sposarlo. La sua unica speranza è chiedere aiuto al Demone del Deserto. |                  |         |
| 18 | Troppo vicini 「挫折と、絶望」 - zasetsu to, zetsubō | 14 febbraio 2005 |         |
| 18 | Riprende dalla fine dell'episodio precedente, Tech è riuscito a catturare Junko ma arrivano all'improvviso gli ex compagni di lavoro di Tech che vogliono fermarlo. |                  |         |
| 19 | Grattare la superficie 「上と、下」 - agato, shita | 21 febbraio 2005 |         |
| 19 | Un uomo misterioso chiede al Demone del Deserto di aiutarlo a cercare una persona scomparsa, ma alla fine scopre che era un pretesto per coinvolgerlo in qualcosa di inaspettato. |                  |         |
| 20 | I mercenari sotto copertura 「裏と、便」 - ura to, bin | 28 febbraio 2005 |         |
| 20 | Kanta e Taiko sono costretti ad unirsi all'organizzazione di Kaizuka (I Mercenari Sotto Copertura), il cui scopo è quello di rovesciare il governo dell'Oasi. La loro base viene attaccata e sembra che per il Demone del Deserto sia finita. |                  |         |
| 21 | L'erede del deserto 「師匠と、弟子partⅡ」 - shishō to, deshi part?? | 7 marzo 2005     |         |
| 21 | Sono passati sei mesi dalla morte di Kanta, Taiko ha preso il suo posto come "il Demone del Deserto II" con Mitzuro come apprendista, il timido figlio di Koid il vecchio maestro di Kanta. Apparentemente Mitzuro sembra un ragazzino timido e buono a nulla ma è affetto dalla sindrome di Hulk che a volte lo trasforma in un essere forte e spietato, grazie a questa caratteristica lui e Taiko riescono a sconfiggere la banda Kawazu. |                  |         |
| 22 | Ordini del giorno segreti 「雨と、海」 - ame to, umi | 14 marzo 2005    |         |
| 22 | I Mercenari Sotto Copertura si recano presso la Città Fantasma per partecipare ad una riunione segreta. Alla fine scoprono di essere stati usati come esche. Al ritorno in città Taiko e Mitzuru trovano la casa di Matsurabi in fiamme. |                  |         |
| 23 | Voci nel vento 「疑惑と、野望」 - giwaku to, yabō | 21 marzo 2005    |         |
| 23 | Mentre Taiko è scossa dalla scomparsa di Matsurabi, i Mercenari Sotto Copertura decidono di iniziare la loro battaglia e così viene affidato loro il compito di proteggere un laboratorio segreto, dove vengono attaccati da un nuovo carro armato Fire Dragon Kong, guidato da Junko e da Kanta che tutti credevano morto. |                  |         |
| 24 | Il demone rivelatore 「太湖と、灌太」 - ta mizūmi to, kan ta | 28 marzo 2005    |         |
| 24 | Taiko scoprendo che il suo vecchio maestro è ancora vivo e che si è unito alle forze governative, decide di impegnarsi al massimo per dimostrare il suo talento di mercenaria. Kanta rivela che Kaizuka aveva un progetto segreto e così i piani dei Mercenari Sotto Copertura vanno in fumo. Taiko rifiuta l'offerta di Kanta di seguirlo nelle forze governative perché capisce che l'unico modo per crescere e diventare la mercenaria più forte e bella del deserto del Kanto è quello di dimenticarsi del suo vecchio maestro e andare avanti contando sulle sue forze. |                  |         |

#### Sigle
Sigle di apertura
1. "Sand Mission" di Hideaki Takatori (versione giapponese)/Gary Eckert (Versione inglese) (episodi 1–12)
2. "Destiny of the Desert" di Yuka (episodi 13–23)
3. "Shinkirō" ("Mirage") di Yuka (episodio 24)

Sigle di chiusura
1. "Sunabōzu Ekaki Uta" ("How to Draw Sunabōzu") di Hideaki Takatori (episodi 1–12)
2. "Shinkirō" ("Mirage") di Yuka (episodi 13–23)
3. "Sand Mission" by Hideaki Takatori (versione giapponese)/Gary Eckert (versione inglese) (episodio 24)

Colonna sonora originale
- Composta da Kōhei Tanaka

L'edizione italiana ha utilizzato le sigle originali giapponesi.